# Ditrichum francii
Ditrichum francii là một loài rêu trong họ Ditrichaceae. Loài này được Thér. mô tả khoa học đầu tiên năm 1910.